# آبار المدينة المنورة
آبار المدينة المنورة احتوت المدينة المنورة على آبار اشتهرت في التاريخ الإسلامي بارتباطها بالسيرة النبوية، ومن هذه الآبار ما شرب منها الرسول أو عقدت عندها الجيوش أو خرج إليها المسلمون في مناسباتهم.
كانت المدينة المنورة تشرب من آبار متفرقة في العهد الجاهلي كما أنها هي مصدر الماء في عهد رسول الله ﷺ.

## آبار النبيﷺ
أطلق مسمى آبار النبي ﷺ على سبع آبار، لأنه ﷺ كان يستعذب ماءها وهي:
1. بئر أريس أو بئر الخاتم.
2. بئر حاء.
3. بئر رومة أو بئر عثمان
4. بئر غرس
5. بئر البصة أو بئر البوصة
6. بئر بضاعة
7. بئر العهن

وقد صاغ الزين المراغي تلك الآبار شعرًا فقال:
وقيل أيضًا :

## بقية آبار المدينة التاريخية
- بئر عذق
- بئر السقيا
- بئر أهاب
- بئر ذروان
- بئر أنس بن مالك
- بئر الرقاع
- بئر جاسوم